# Annapurna Himal
Das Annapurna Himal ist eine bis zu 8091 m hohe nepalische Gebirgsgruppe im Himalaya.
Zum Massiv gehören mit dem Achttausender Annapurna und der 7937 m hohen Annapurna II zwei der höchsten 16 Berge der Erde. Die Umrundung des Annapurna Himal auf dem Annapurna Circuit ist eine beliebte Trekkingreise.

## Etymologie
Annapurna ist ein Doppelwort aus dem Sanskrit. Der Name ist eine andere Bezeichnung der Göttin Parvati (die Bergestochter)  – in verschiedenen Mythologien auch identisch mit den Göttinnen Durga (die Unzugängliche) und Kali (die Schwarze). Der Name des Berges setzt sich zusammen aus anna (Nahrung) und purna (erfüllt von), Annapurna ist die Nahrung spendende Göttin oder die Göttin der Fülle. Der Name ist auch im Deutschen ein Femininum.
Einige Gipfel des Massivs tragen französische Namen (Roc Noir, Grande Barrière etc.), die sie im Rahmen der Erstbesteigungsexpedition zur Annapurna im Jahre 1950 erhielten.

## Annapurna-Himal
| Berg/Gipfel                                | Höhe | Schartenhöhe  | Bezug         |
| ------------------------------------------ | ---- | ------------- | ------------- |
| Annapurna                                  | 8091 | 2984 m        | Mount Everest |
| Annapurna Mitte                            | 8051 | keine Angaben | Annapurna     |
| Annapurna Nordost                          | 8010 | keine Angaben | Annapurna     |
| Annapurna II                               | 7937 | 2437 m        | Annapurna     |
| Varahar Shikar (Fang, Bhara Chuli)         | 7647 | 0267 m        | Annapurna     |
| Annapurna III                              | 7555 | 0703 m        | Annapurna     |
| Annapurna IV                               | 7525 | 0225 m        | Annapurna II  |
| Roc Noir (Khangsar Kang)                   | 7485 | keine Angaben | Annapurna     |
| Gangapurna                                 | 7455 | 0563 m        | Annapurna III |
| Annapurna Süd (Annapurna Dakshin, Moditse) | 7219 | 0769 m        | Annapurna     |
| Glacier Dome (Tarke Kang)                  | 7193 | keine Angaben | Annapurna     |
| Asapurna I                                 | 7140 | 0262 m        | Annapurna     |
| Lachenal Peak                              | 7140 | keine Angaben | Annapurna     |
| Tilicho Peak                               | 7134 | 0710 m        | Annapurna     |
| Annapurna Dakshin North East               | 7126 | 0151 m        | Annapurna Süd |
| Asapurna II (Tare Kang)                    | 7069 | 0156 m        | Asapurna I    |
| Nilgiri Nord                               | 7061 | 0841 m        | Annapurna     |
| Machapuchare                               | 6993 | 1233 m        | Annapurna     |
| Lamjung Himal                              | 6983 | keine Angaben | Annapurna II  |
| Nilgiri Mittel                             | 6940 | 0240 m        | Nilgiri Nord  |
| Nilgiri Süd                                | 6839 | 0609 m        | Nilgiri Nord  |

## Geographie des Annapurna-Massiv

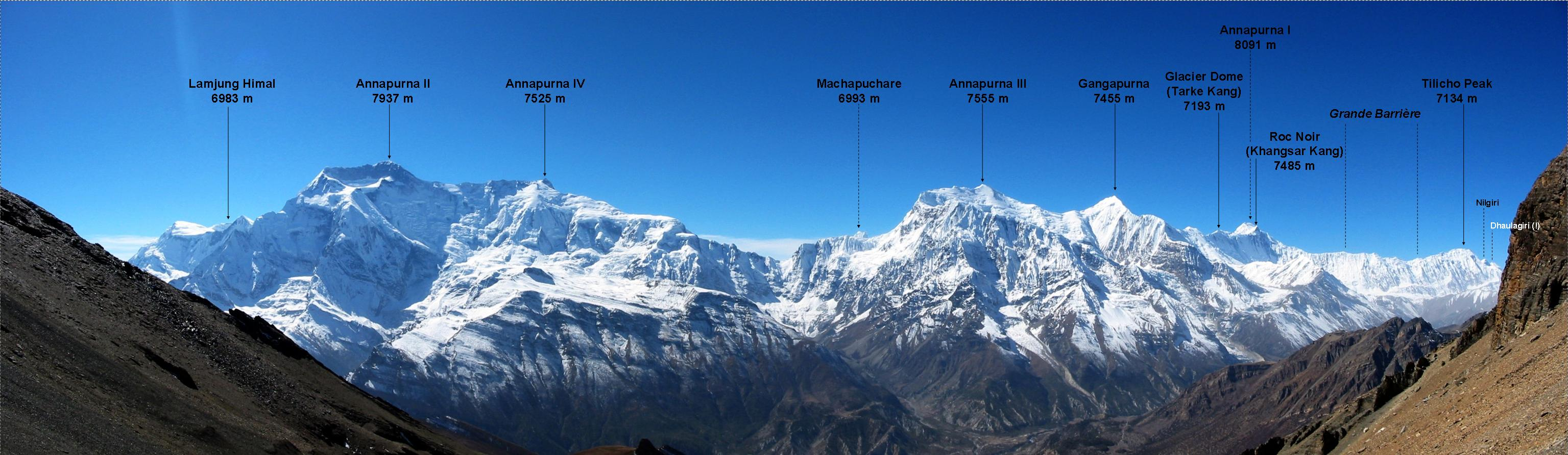
Beschriftete Version, bitte vergrößern

Das Annapurna-Massiv erhebt sich über den im Süden liegenden Vorbergen des Himalaya. Es wird im Westen durch das Kali-Gandaki-Tal vom Massiv des Dhaulagiri getrennt. Im Osten und Norden sorgt das Manang-Tal für eine natürliche Grenze.
Das Annapurnamassiv besteht aus einem Hauptkamm, der sich in west-östliche Richtung erstreckt. Im Osten beginnt der Grat mit dem Lamjung Himal, einem fast 7000 Meter hohen Berg, an den sich die beinahe 1000 Meter höhere Annapurna II anschließt. Es folgt die 7525 Meter hohe Annapurna IV, die mit einer Schartendifferenz (bezogen auf Annapurna II) von 425 Meter nicht als eigenständiger Berg gilt. Weiter in westlicher Richtung senkt sich der Hauptkamm auf bis ca. 5500 m ab, um darauf steil in Richtung Annapurna III (7555 m) anzusteigen. Genau 100 Meter niedriger ist die Gangapurna. Der Bergkamm setzt sich fort über den Gipfel des Glacier Dome (Tarke Kang,  7193 m) und steigt  zum 7485 Meter hohen Khangsar Kang an, den die französischen Erstbesteiger der Annapurna als Roc Noir (schwarzer Fels) bezeichneten, weil an seiner steilen Flanke kein Schnee liegen bleibt. Am Roc Noir teilt sich der Annapurna-Kamm.

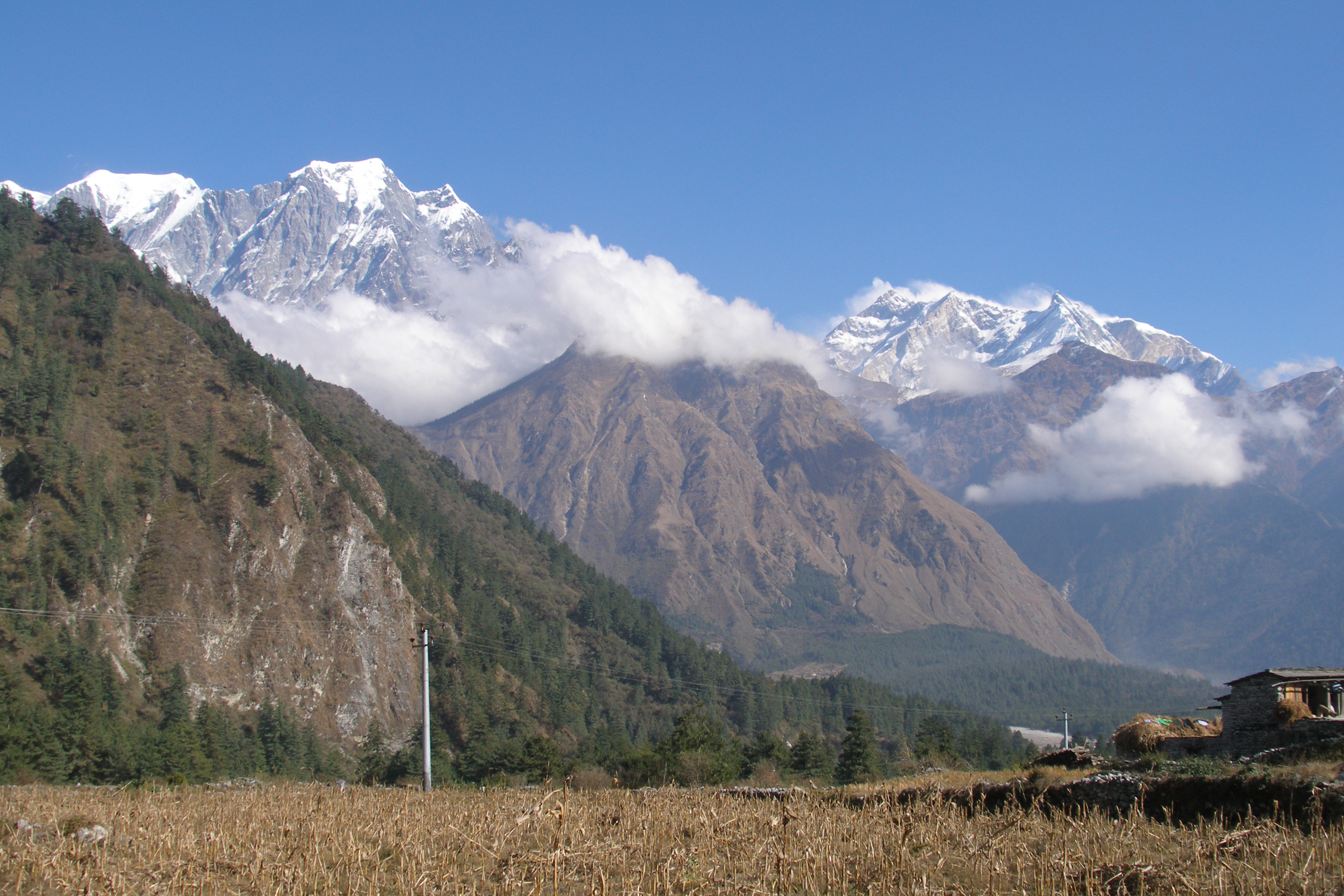
Blick aus dem Kali Gandaki Tal nach Osten auf Nilgiri Central und Nilgiri Süd sowie zur Annapurna mit Westschulter und Fang

In Richtung Nord-Westen schließt sich eine kilometerlange beinahe steigungslose etwa 7000 Meter hohe Mauer an, die am Tilicho Peak (7134 m) endet und von den Franzosen aufgrund ihrer Unüberwindbarkeit als Grande Barrière betitelt wurde. Westlich des Tilicho Peak folgen die Gipfel des Nilgiri, die das Kali Gandaki überragen. Der Nordgipfel des Nilgiri erreicht eine Höhe von 7061 Metern. Nördlich des Tilicho Peak ermöglicht der Thorong La, ein 5416 Meter hoher Pass, den Übergang vom Manang Tal zum Kali Gandaki.
Der Hauptkamm zweigt vom Roc Noir leicht ab in Richtung West-Süd-West und erreicht auf drei Gipfeln (Annapurna Nord Ost, Annapurna Mitte und Annapurna) eine Höhe von über 8000 Meter. Der Kamm wendet sich nun nach Süd-Westen zum Annapurna Fang (7647 m) – wie der Roc Noir ein Nebengipfel der Annapurna – und senkt sich schließlich nach Süden, wo er noch einmal auf 7219 Meter zur Annapurna Süd ansteigt. Östlich der Annapurna Süd liegt der 6441 Meter hohe Hiunchuli. Der bedeutendste Grat, der vom Hauptkamm in südliche Richtung abzweigt, führt von der Annapurna III zum Machapucharé, der zwar die 7000-Meter-Marke um sieben Meter verfehlt, aber von Süden gesehen als markantester Berg des Massivs in Erscheinung tritt. Er ist offiziell noch nicht bestiegen worden: weil er als heilig gilt, sind Besteigungsversuche nicht gestattet. Auf der Südseite der Annapurna liegt das Annapurna Sanctuary (Annapurna-Heiligtum), in der sich auf 4100 Metern das Annapurna-Basislager (ABC) befindet. Diese Bergarena wird im Norden von der Annapurna und ihren Nebengipfeln, im Westen und Süden von Annapurna Süd und Hiunchuli sowie im Osten vom Machapucharé und dessen Verbindungsgrat zur Annapurna III eingerahmt.

## Umgebung

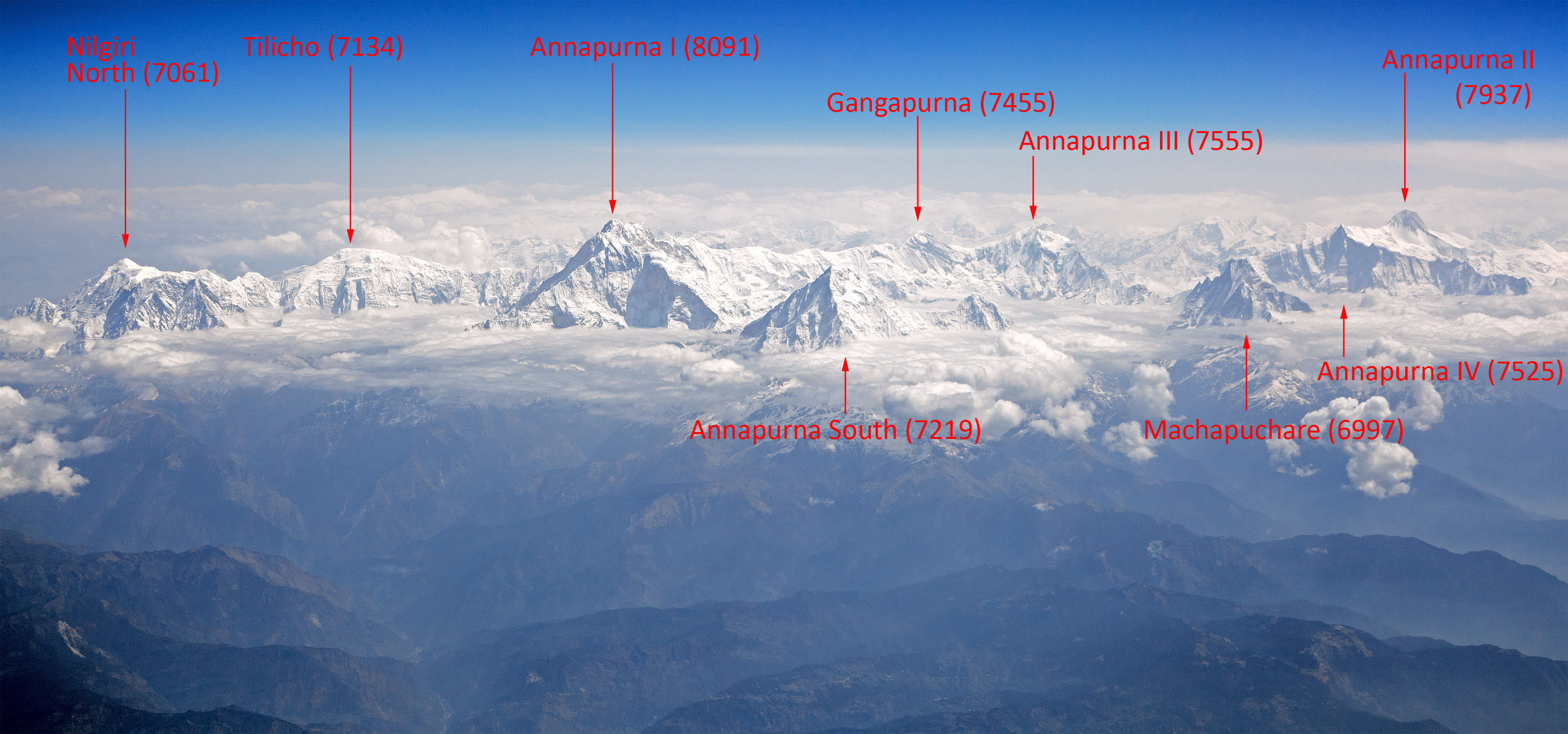
Luftbildpanorama des Annapurna Himal von Süden

Westlich grenzt das Annapurna-Himal-Bergmassiv an das Kali-Gandaki-Tal.
Jenseits dieses „tiefsten Tales der Erde“ liegt das Dhaulagiri Himal mit dem 8167 Meter hohen Dhaulagiri.
Nördliche und Östliche Grenze ist das Manang Tal. Östliche Nachbarn sind die Berge des Mansiri Himal mit dem Manaslu (8163 m). Im Norden, jenseits des Manang-Tals folgen auf das Mansiri Himal von Ost nach West Peri und Damodar Himal.
Der Tilicho-See auf der Grenze von Annapurna Himal und Damodar Himal ist einer der höchstgelegenen Seen der Erde.
Das Gebiet um die Annapurna und den Kali-Gandaki-Fluss gehört zum Annapurna Conservation Area Project (ACAP).
Ein Trekking-Weg umrundet den Annapurna-Himal nahezu vollständig. Dieser sogenannte Annapurna Circuit ist in einigen Teilen die meistbegangene Trekkingroute Nepals. Bei der Umrundung, die zwischen 18 und 21 Tagen dauert, wird der 5416 Meter hohe Pass Thorong La nördlich des Tilicho Peak überschritten.
Orte rund um den Annapurna-Himal sind Pisang, Manang, Muktinath, Jomsom, Marpha, Kalopani, Tatopani (heiße Quellen), Ghorepani (Aussichtspunkt Poon Hill), Gandrung und Landrung.
Nordwestlich liegt das ehemalige Königreich Mustang. Die nächste größere Stadt ist Pokhara im Süden.

## Annapurna Conservation Area
Die Natur des Annapurna-Massivs wird durch die Annapurna Conservation Area geschützt. Dieses Reservat ist mit einer Fläche von 7.629 Quadratkilometern das größte Schutzgebiet Nepals und beherbergt insgesamt 97 Säugetier- sowie 476 Vogelarten. Darunter sind Schneeleoparden und Moschustiere besonders auffällige Arten. Weitere größere Säuger sind Blauschafe, Himalaya-Tahre, Himalaya-Seraue (C. s. thar) und Gorale (N. g. goral). Durch die großen Höhenunterschiede, die das Reservat umfasst, kommen auch Tiere niedrigerer Lagen, wie Indische Leoparden, Wildschweine, Kragenbären, Katzenbären, Goldkatzen, Indische Muntjakhirsche, Rhesusaffen und Hanuman-Languren vor.